# Muthig Voran
Muthig Voran (En avant avec courage !) est une polka rapide de Johann Strauss II (op. 432). L'œuvre est créée le 26 février 1888 dans la salle de concert de la Musikverein, sous la direction de son frère Eduard.

## Histoire
La polka est composée sur la base de motifs de l'opérette sans succès Simplicius (de). L'œuvre rejoint ainsi une série de compositions (opus numéros 427, 428, 429, 430 et 431) qui reprennent tous les thèmes de cette opérette, dont la Altdeutsche Walzer qui est publiée sans numéro d'opus. L'œuvre est ensuite jouée par certaines fanfares militaires. Elle n’est cependant pas l’un des plus grands succès du compositeur, même si, contrairement à l’opérette sur laquelle elle est basée, elle a une existence un peu plus longue et est encore jouée occasionnellement de nos jours.

## Durée
Sa durée d'exécution est d'environ 3 minutes et 10 secondes. Elle peut varier légèrement selon l'interprétation musicale du chef d'orchestre.

## Interprétation notable
En 2011, la pièce est jouée lors du célèbre concert du nouvel an à Vienne, sous la direction de Franz Welser-Most.